# Kjerjong
Kjerjong je město v Jižní Koreji v provincii Jižní Čchungčchong. Město bylo vytvořeno v roce 2003 oddělením od Nonsanu. Asi polovina (47%) obyvatel města buď slouží v jihokorejské armádě, nebo jsou to rodinní členové. Město často hostuje korejské a mezinárodní vojenské konference. Nedaleko města se nachází hora Kjerjong, která je centrem kjerjongského národního parku. Hora Kjerjong je považována za horu mající nejvíce čchi (korejsky ki) v Koreji.